# An-Najrab (Aleppo)
An-Najrab – dzielnica Aleppo znajdująca się na jego wschodnich obrzeżach. W 2004 roku liczyła 10 018 mieszkańców.